# Полтергейст 3
«Полтергейст 3» (англ. Poltergeist 3) — американский фильм ужасов, сиквел фильма «Полтергейст» 1988 года.

## Сюжет
Чтобы обмануть злых духов, родители юной Кэрол Энн Фрилинг решили спрятать её у родственников, которые живут на 127 этаже в одном из небоскрёбов Чикаго. Дядя и тетя девочки (Брюс и Патрисия Гарднеры), а также их собственная дочь-старшеклассница Донна заботятся о Кэрол Энн, но они не в силах предотвратить неизбежное.
Проповедник Генри Кэйн, слегка изменивший свою внешность, разыскал малышку, — теперь он жаждет отомстить за поражение, которое было нанесено ему и его приспешникам в Аризоне. Происходит противостояние с использованием зеркал и телепатии. Фильм завершается сценой грозы над небоскрёбом.

## В ролях
- Том Скерритт — Брюс Гарднер
- Нэнси Аллен — Патриша Уилсон-Гарднер
- Хезер О’Рурк — Кэрол Энн Фрилинг
- Зельда Рубинштейн — Танджина Бэрронс
- Лара Флинн Бойл — Донна Гарднер
- Кипли Венц — Скотт
- Ричард Файр — доктор Ситон
- Натан Дэвис — преподобный Генри Кейн
- Роджер Май — Бёрт
- Пол Грэхэм — Мартин Мойер
- Мег Фалкен — Дебора

## Награды и номинации
| Год  | Премия         | Категория                                             | Результат |
| ---- | -------------- | ----------------------------------------------------- | --------- |
| 1989 | Золотая малина | Худшая женская роль второго плана — Зельда Рубинштейн | Номинация |
| 1990 | Сатурн         | Лучшая актриса второго плана — Зельда Рубинштейн      | Номинация |

## Производство
О создании триквела впервые было объявлено в ноябре 1986 года. Написавший сценарий и выступивший режиссёром Гэри Шермэн объяснил идею перенести действие из глубинки (как в первых двух фильмах) в современный небоскрёб тем, что это место действия показалось ему весьма пугающим: по его мнению, даже в квартирных домах люди могут не догадываться, что через стенку от них находятся те, кто попал в беду. В отличие от предыдущих двух фильмов, где все спецэффекты были результатом комбинированных съёмок, в этом фильме почти все спецэффекты снимались в живую: поскольку призраки в этом фильме проявляют себя в отражениях зеркал, то в этих сценах активно использовались дублёры-двойники.
Съёмки начались в апреле 1987 года и закончились в июне. Монтаж завершился в ноябре того же года, когда была смонтирована первая версия. Однако когда её представили цензорам, то она получила смехотворный, в данном случае, «детский» рейтинг PG («Детям рекомендуется смотреть фильм с родителями»). Продюсеры потребовали от Шермана переснять некоторые сцены, чтобы увеличить рейтинг хотя бы до PG-13. Пересъёмки начались в январе 1988 года, но 1 февраля скончалась Хезер О’Рурк и пересъёмки были остановлены. Шерман хотел вообще на какое-то время приостановить производство из-за опасений быть обвинённым в эксплуатации смерти О’Рурк, но продюсеры  чётко наметили премьеру фильма на июнь, поэтому пригрозили Шерману увольнением. Пересъёмки завершились в марте. Странный финал фильма, где Патриша прижимает к себе Кэрол Энн так, что зрителю не видно лицо последней, Шерман всё время объяснял тем, что этот кадр был снят уже после смерти О’Рурк и поэтому Нэнси Аллен держала на руках дублёршу. По крайней мере пять человек (продюсер Барри Бернарди, помощник редактора Джин Бонансинг, композитор Джо Рензетти, гримёр Даг Дрекслер и актёры Кипли Венц и Кори Бёртон) в разное время опровергли это, заявив, что девочкой в этом кадре была именно О’Рурк, так как пересъёмка, в которой её не успели задействовать, включала только предшествующие сцены.